# Especulación alimentaria
La especulación alimentaria es la actividad de especular con los precios de los alimentos (no regulados) en los mercados financieros. Se alega que la especulación alimentaria por parte de actores globales como bancos, fondos de cobertura o fondos de pensiones causa variaciones de precios en alimentos básicos como el trigo, el maíz y la soja, aunque teóricamente se descartan variaciones de precios demasiado grandes en una economía idealizada: Adam Smith razonó en 1776 que la única forma de ganar dinero con el comercio de materias primas es comprando barato y vendiendo caro, lo que tiene el efecto de suavizar las oscilaciones de precios y mitigar la escasez. Para los actores, los cambios aparentemente aleatorios son predecibles, lo que significan grandes ganancias potenciales. Para los pobres del mundo, la especulación alimentaria y los picos de precios resultantes pueden generar un aumento de la pobreza o incluso el hambre.
A diferencia del acaparamiento de alimentos, la especulación no significa que sea necesario tener escasez o falta real de alimentos. Los cambios de precios solo se deben a la actividad comercial.
Se cree que la crisis mundial de los precios de los alimentos de 2007-08 se debió en parte a la especulación.